# يوليا سانينا
يوليا أولكساندريفنا بيبكو (وُلِدت يوليا أولكساندريفنا هولوفان؛ الأوكرانية: Юлія Олександрівна Бебко (Головань) ، من مواليد 11 أكتوبر 1990) المعروفة باسم يوليا سانينا، هي مغنية وكاتبة أغاني أوكرانية وامرأة في مقدمة فرقة الروك الأوكرانية البديلة هاردكيسشاركت في الاختيار الوطني الأوكراني لمسابقة الأغنية الأوروبية 2016 بأغنية "Helpless". احتلت الفرقة المركز الثاني في النهائي الوطني.

## نشأتها
ولدت سنينا في عائلة من الموسيقيين في 11 أكتوبر 1990 في كييف ، أوكرانيا. غنت على المسرح لأول مرة عندما كانت في الثالثة من عمرها. ثم رافق غنائها فرقة أخرجها والدها. في النهاية بدأت في الأداء كمطربة منفردة وكذلك كأحد أعضاء فرقة الأطفال وفرقة الجاز الكبيرة.